# Teresa Aniela Steckiewicz
Teresa Aniela Steckiewicz (ur. 1937) – polska działaczka opozycyjna, do „Solidarności” należała od października 1980.

## Życiorys
Była inicjatorką powstania i członkinią Zarządu Komitetu Założycielskiego w Wojewódzkim Szpitalu Zespolonym w Łomży. Wiosną 1981 uczestniczyła w strajku okupacyjnym w Łomżyńskich Zakładach Przemysłu Włókienniczego. Od 18 sierpnia 1981 pełniła funkcję sekretarza Oddziału NSZZ „Solidarność” w Łomży. Kolportowała łomżyńskie pismo „Sens”, wydawane przez związek. W grudniu 1981 zaangażowała się w zbiórkę żywności dla strajkujących studentów Uniwersytetu Warszawskiego. Po wprowadzeniu w Polsce 13 grudnia 1981 stanu wojennego została internowana.